# كأس ملك إسبانيا 1940
كأس ملك إسبانيا 1940 (بالإسبانية: Copa del Generalísimo de fútbol 1940)‏ هو موسم من كأس ملك إسبانيا. أقيم بتاريخ 1940، وفاز فيه إسبانيول.